# Березовський Орест Іванович
Орест Іванович Березовський (21 серпня 1941, с. Грабовець, Україна — 18 березня 2022, Тернопіль) — український хірург, науковець, літератор, громадський діяч. Кандидат медичних наук (1969). Член НСПУ (2014).

## Життєпис

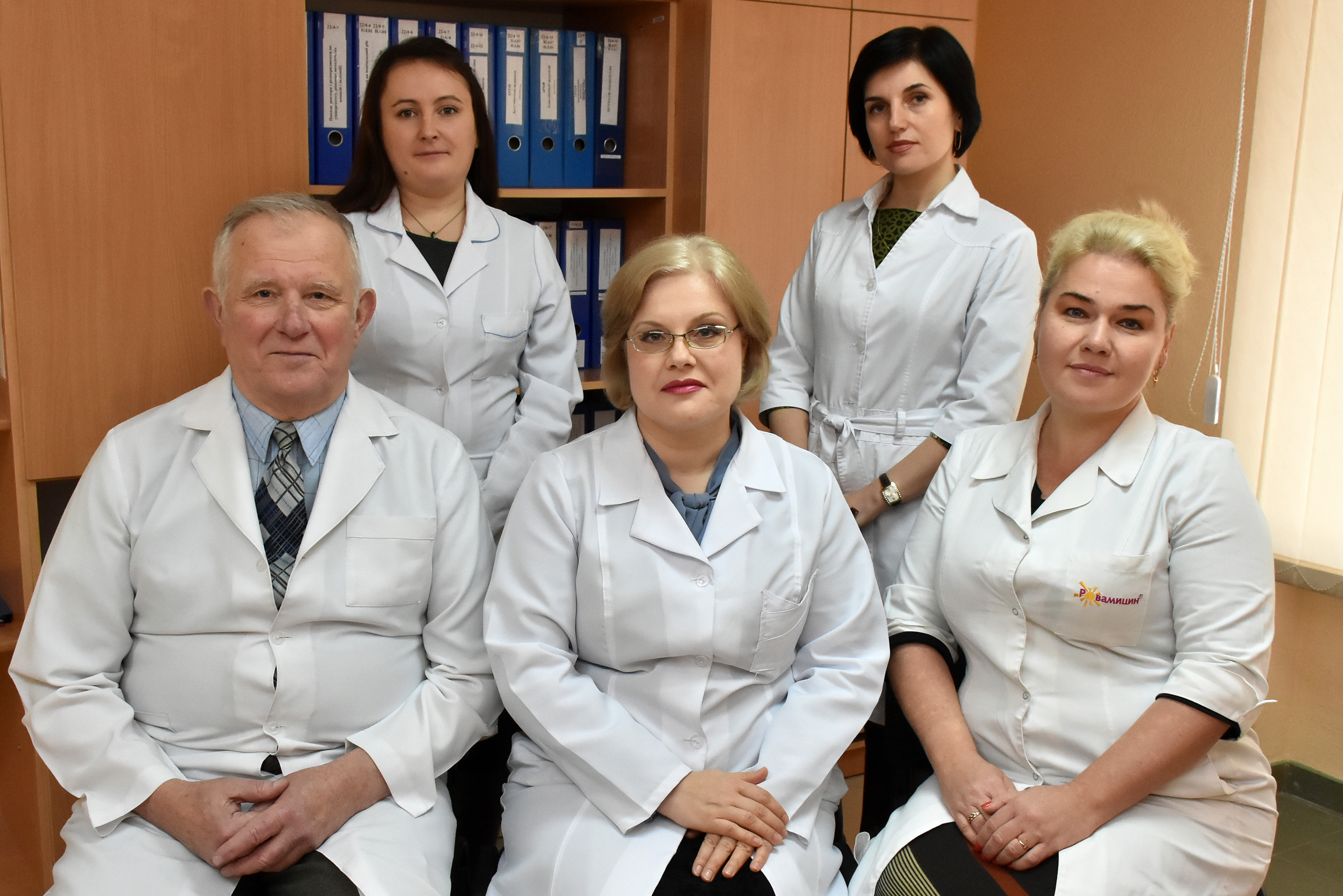
Орест Березовський з колективом кафедри медичної біоетики і деонтології ТДМУ, січень 2017

Орест Іванович Березовський народився 21 серпня 1941 року в селі Грабовець Тернопільського району Тернопільської області, тоді окупованого нацистською Німеччиною.
Закінчив Тернопільський медичний інститут (1963, нині університет).
Працював лікарем-хірургом у Козлівської райлікарні (1963—1964, нині Козівського району), Тернопільської лікарні № 1 (1970—1974); асистент.
У 1985—? — доцент кафедри травматології та ортопедії, нині — доцент кафедри медичної біоетики і деонтології Тернопільського державного медичного університету.
1-й заступник голови Українського лікарського товариства Тернопільщини, ініціатор побудови церков у селах Білоскірка та Застав'є Тернопільського району. 
Помер 18 березня 2022 р. в місті Тернопіль. Похований в селі Грабовець.

## Доробок
Автор більше 100 наукових праць, у тому числі монографій, зокрема «Іммобілізація, компресія і дистракція в практичній травматології та ортопедії» (Т., 2000), навчальних посібників. Має 32 патенти на винаходи.
Опублікував романи:
- «Інтернаймичка. Дочка чи пасербиця Європи?» (2004, 2005, 2009),
- «Європа-центр 1941—1957» (2007, 2008),
- «Рожевий дурман» (2008).
- «Заплутані крила» (2010)
- «Кожному своє...» (2011)
- «Страх як норма» (2012)
- «Фальшиві зорі» (2012)
- «В лабіринтах медицини або 50 років лікарської практики» (2013)